# 王延広
王 延広（おう えんこう、生没年不詳）は、前漢の政治家。『史記』『漢書』には姓氏が記録されていないが、荀悦の『漢紀』によると王である。

## 略歴
太初3年（紀元前102年）、膠東相から御史大夫に昇進した。